# Aeroportul Internațional Sabetta
Aeroportul Internațional Sabetta (IATA: SBT, ICAO: USDA) este un aeroport din Districtul autonom Iamalia-Neneția, Regiunea Tiumen, Rusia. Aeroportul a fost tranzitat în 2018 de 369.819 pasageri.
aeroportul dispune de 1 pistă.

## Infrastructură

### Piste
Aeroportul dispune de o singură pistă. Pista 04/22 are suprafața de Beton armat și dimensiunile 2.703 m × 46 m. 